# Walferdingen
Walferdingen (luxemburgisch Walferⓘ, französisch Walferdange) ist eine Gemeinde im Großherzogtum Luxemburg und gehört zum Kanton Luxemburg.

## Zusammensetzung der Gemeinde
Die Gemeinde Walferdingen besteht aus den Ortschaften:
- Bereldingen (lux. Bäreldeng)
- Helmsingen (lux. Helsem)
- Walferdingen

## Lage
Walferdingen liegt unmittelbar nördlich des Stadtgebiets der Landeshauptstadt Luxemburg im Tal der Alzette; die Ortschaften Walferdingen und Helmsingen liegen rechts des Flusses, Bereldingen auf der linken Seite.

## Geschichte und historisches Erbe
Bereits zwischen den Jahren 867 und 868 bekam das Kloster Echternach Besitz in „Waldalingas“ (Regnum Francorum online, Echternacher Urkunden Nr. 150). Über die weitere geschichtliche Entwicklung ist wenig bekannt. Prinz Heinrich von Oranien-Nassau, dem die Gründung einer ersten Eisenbahngesellschaft zu verdanken ist, siedelte sich hier an.

### Schloss

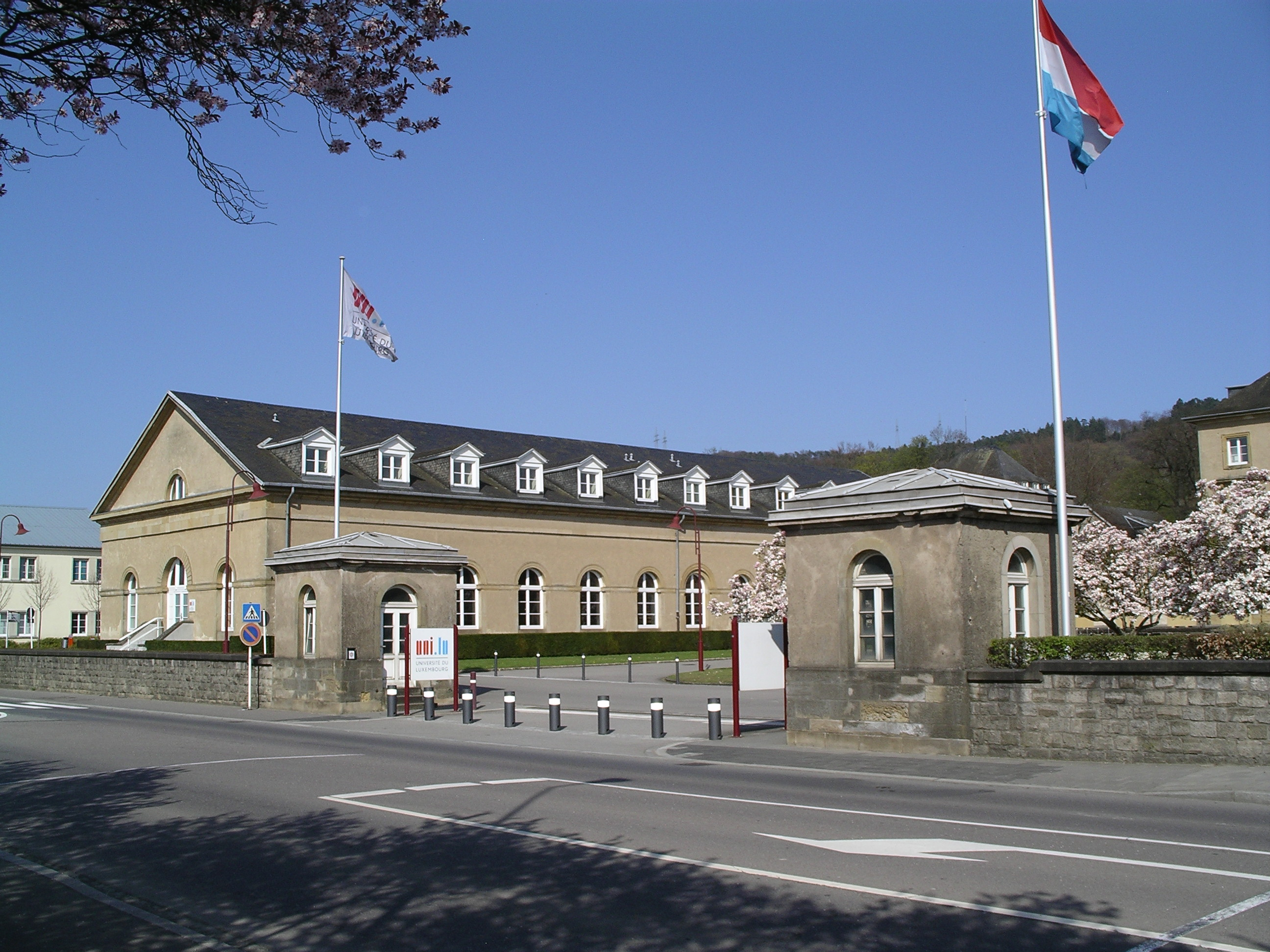
Schloss in Walferdingen

Das Walferdinger Schloss (Château Walferdange) war von 1853 an die Residenz von Prinz Heinrich von Oranien-Nassau und seiner Gemahlin Prinzessin Amalia von Sachsen-Weimar-Eisenach. Nach dem Tod von Prinz Heinrich wurde das Schloss Großherzog Adolf neben der Stadtresidenz durch die Verfassung als Wohnsitz zugewiesen. Später wurde die Zuweisung zugunsten des Schlosses Berg geändert. Bis zum Jahr 2015 beherbergte dieses ehemalige Residenzschloss die Fakultät für Sprachwissenschaft und Literatur, Geisteswissenschaft, Kunst und Erziehungswissenschaft der Universität Luxemburg.

### Römische Zeugnisse
Neben einer Villa römischen Ursprungs ist das „Raschpëtzer-Qanat“ genannte römische Wassergewinnungssystem bemerkenswert. Die Anlage wurde um 130 n. Chr. gebaut und bis ungefähr 267 n. Chr. unterhalten und diente zur Wassergewinnung aus dem Untergrund der Pëtschend-Höhe und der Haedchen-Senke über einen über 600 m langen unterirdischen Stollen und einer Reihe senkrechter Schächte, die von der Bergoberfläche zum Stollen führen. Mittels dieses Stollenschachtsystems wurde das im Sandstein über eine Mergelschicht vorhandene Grundwasser angezapft und der vom Stollenende etwa achthundert Meter entfernten, neunzig Meter tiefer gelegenen römischen Siedlung zugeführt. Die bis dato einzigartige Anlage nördlich der Alpen wurde erst im Oktober 1986 wiederentdeckt. Die Menge an Trinkwasser hervorragender Qualität beträgt bis heute konstant 180 Kubikmeter pro Tag.

## Verkehr
Walferdingen ist verkehrstechnisch durch den Bahnhof Walferdange an der Nordbahn Luxemburg – Ettelbrück – Gouvy – Liège, die Route nationale 7, die AVL-Buslinien 10 und 11 sowie mehreren RGTR-Buslinien angebunden. Weiter existiert der Gemeindebus „Walfy-Flexibus“.

## Gemeindepartnerschaften
Partnergemeinden von Walferdingen sind Limana in Italien, Longuyon in Frankreich und Schmitshausen in Deutschland.

## Sonstiges
In einem Stollen am heutigen Naturreservat Sonnebierg wurde früher Gips abgebaut; der Stollen wird heute aufgrund seiner optimalen Bedingungen zur Aufstellung und Erprobung von Messinstrumenten für die geophysikalische Forschung genutzt. Gegenüber dem Bahnhof befindet sich das 2015 erneuerte Rosarium (Rousegäertchen).

## Bilder

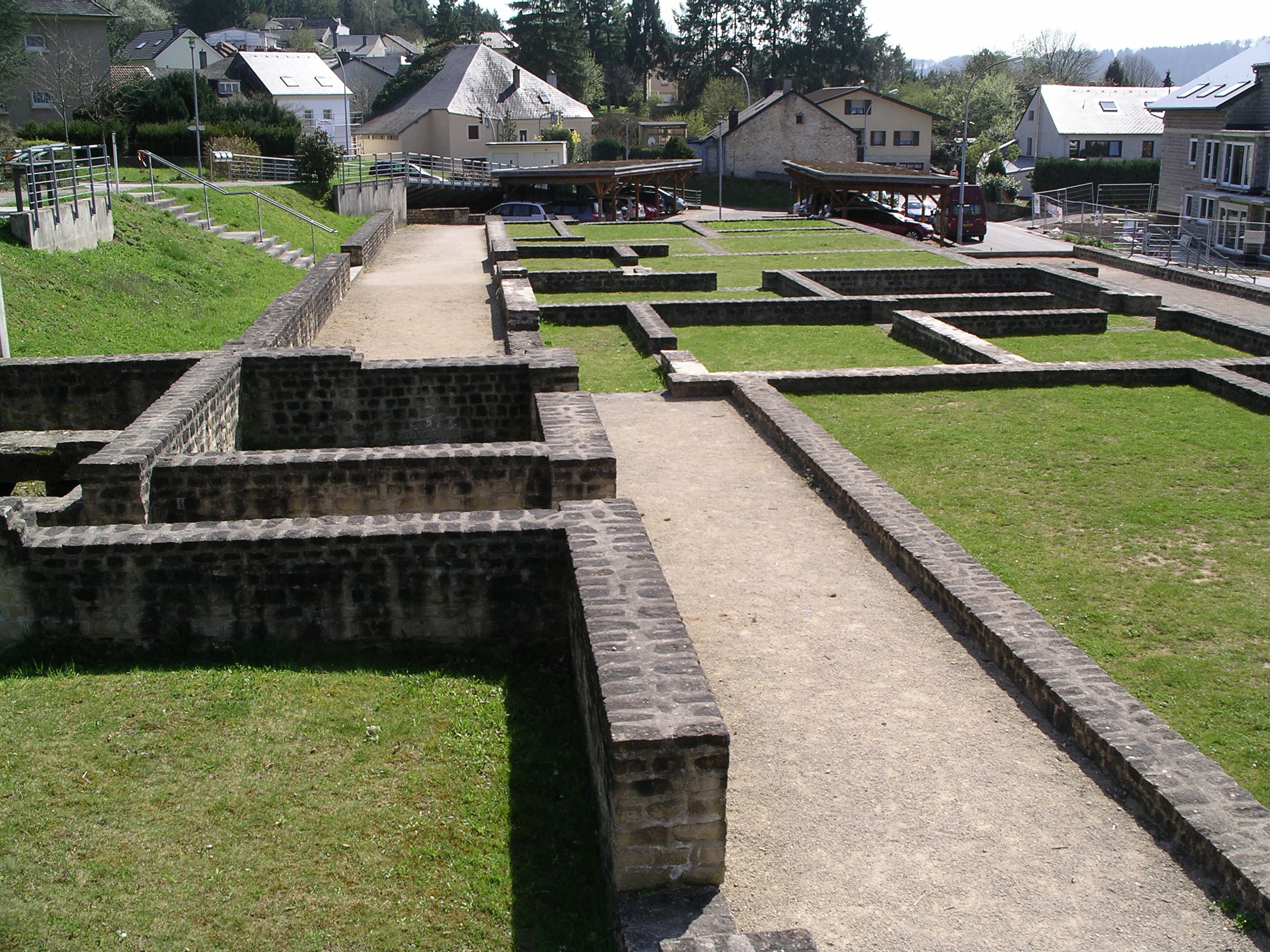
Römische Villa, Helmsingen
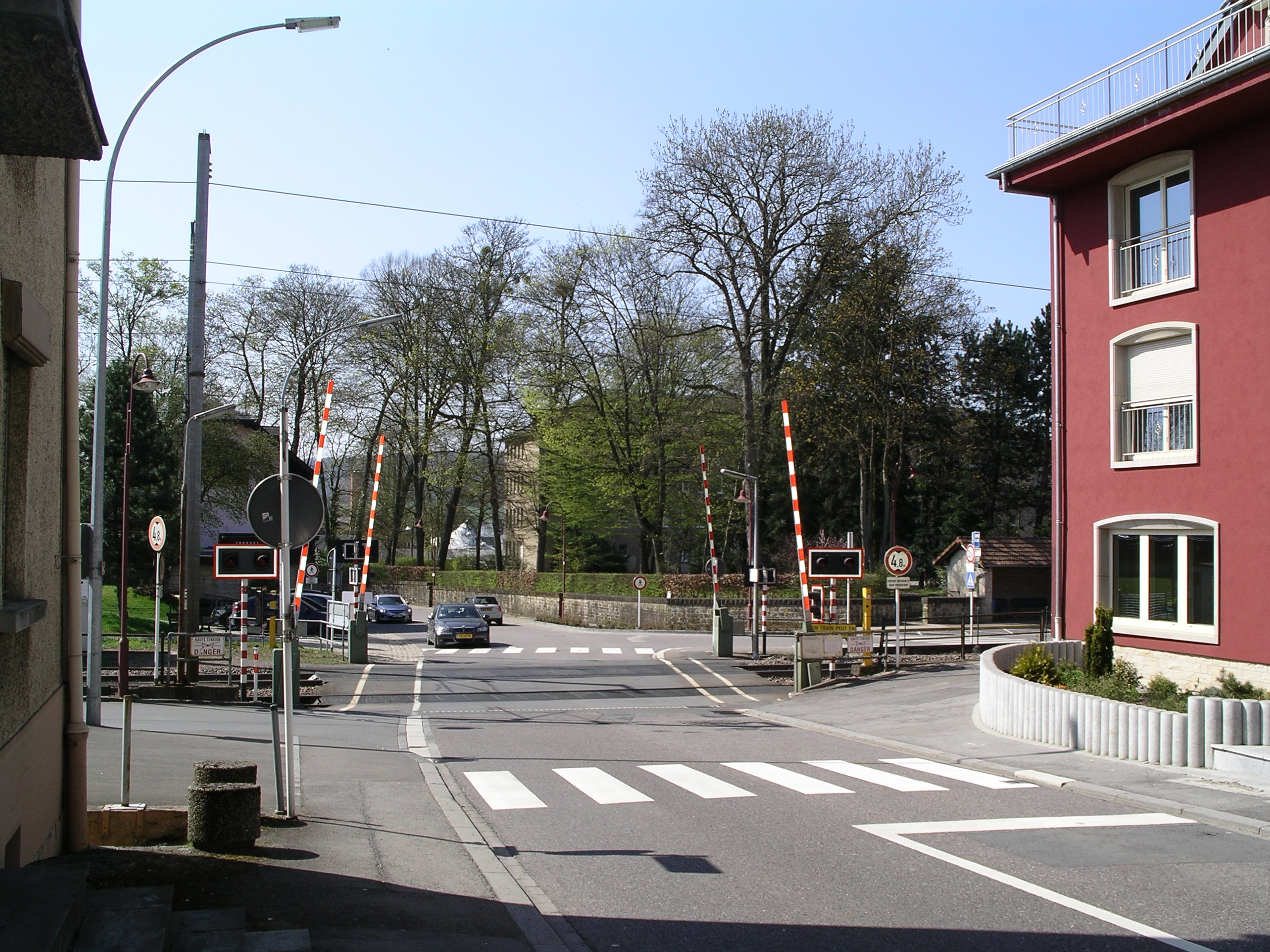
Bahnübergang Helmsingen
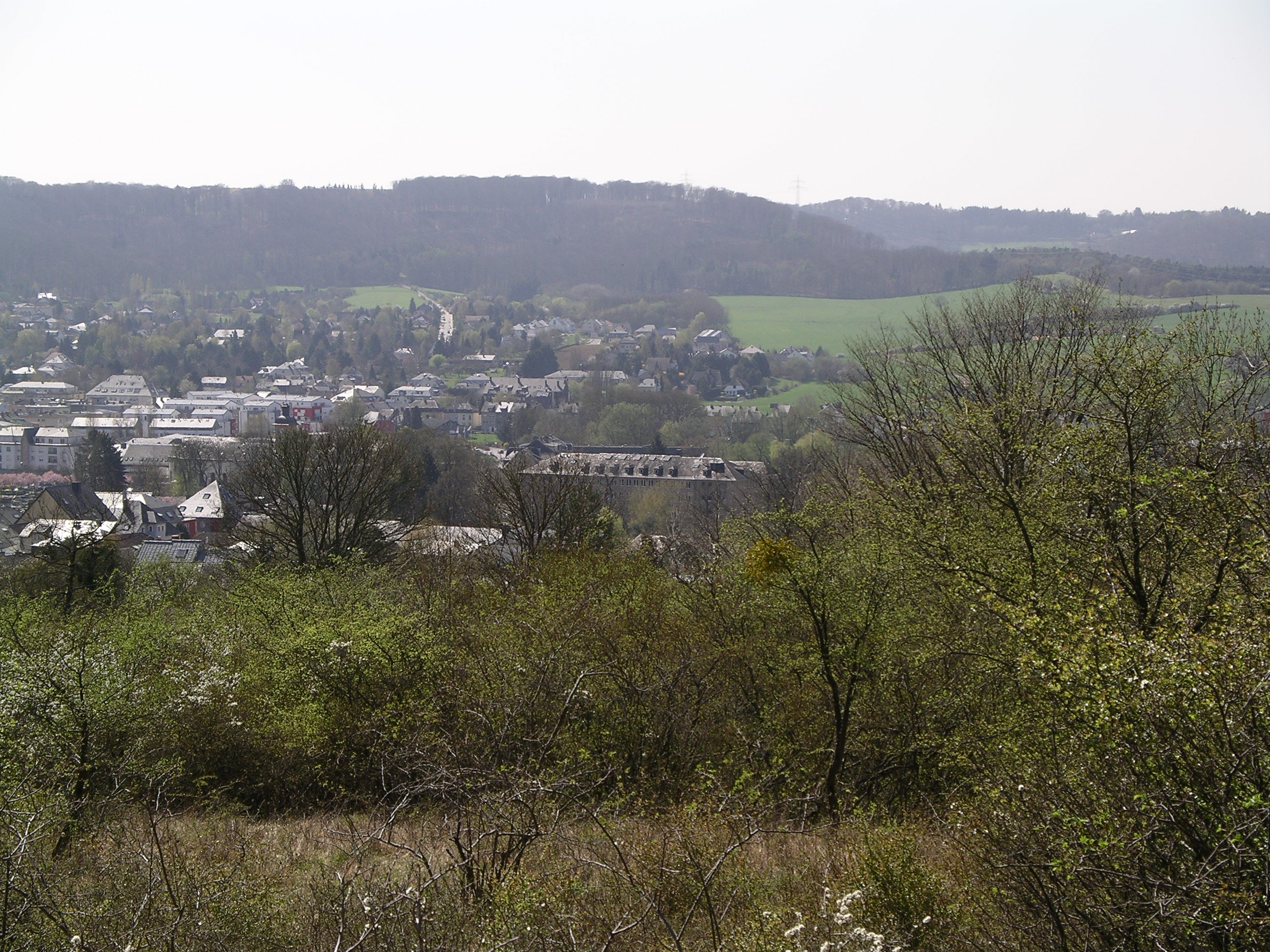
Blick auf Walferdingen
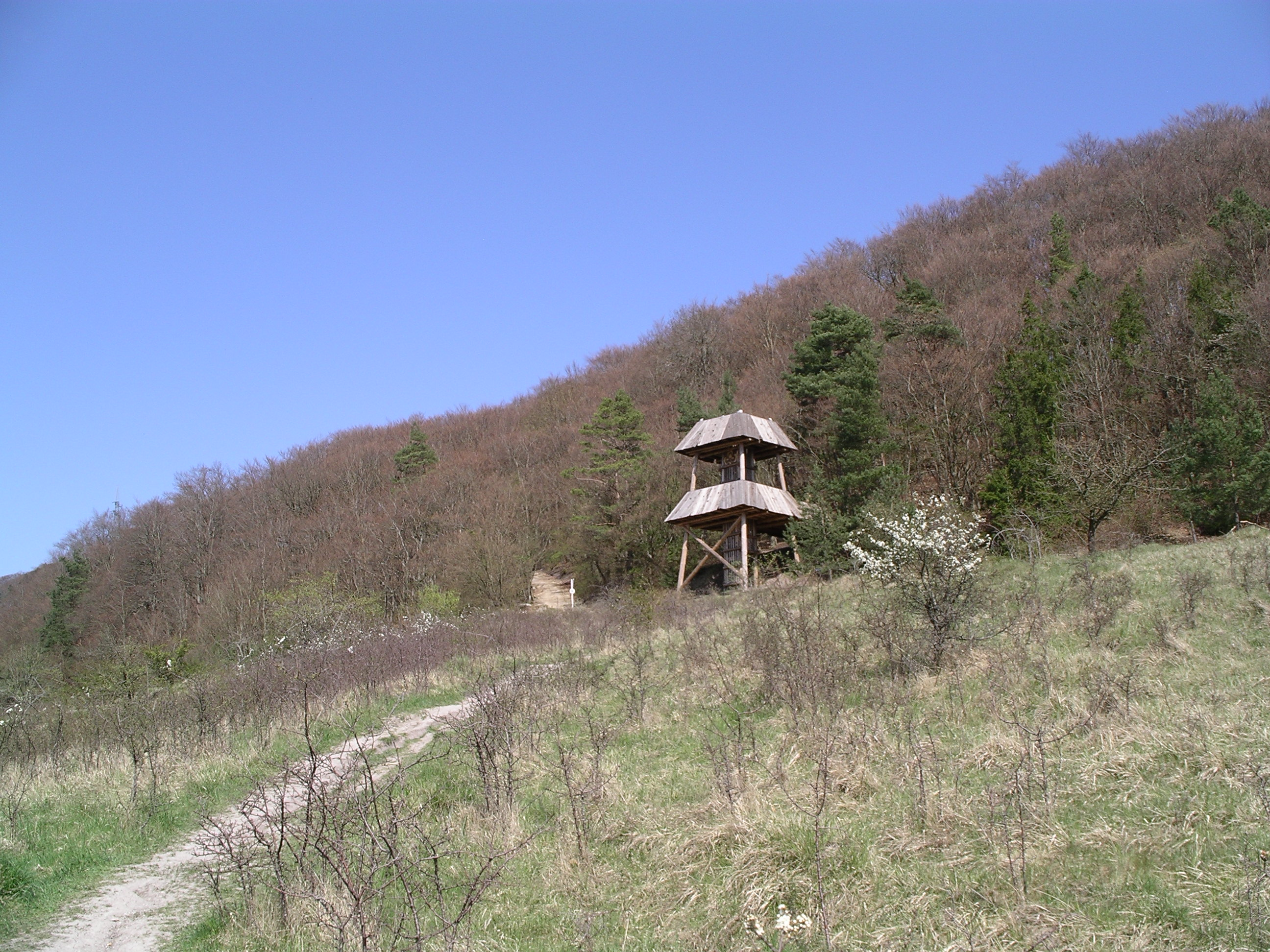
Naturschutzgebiet Sonnebierg
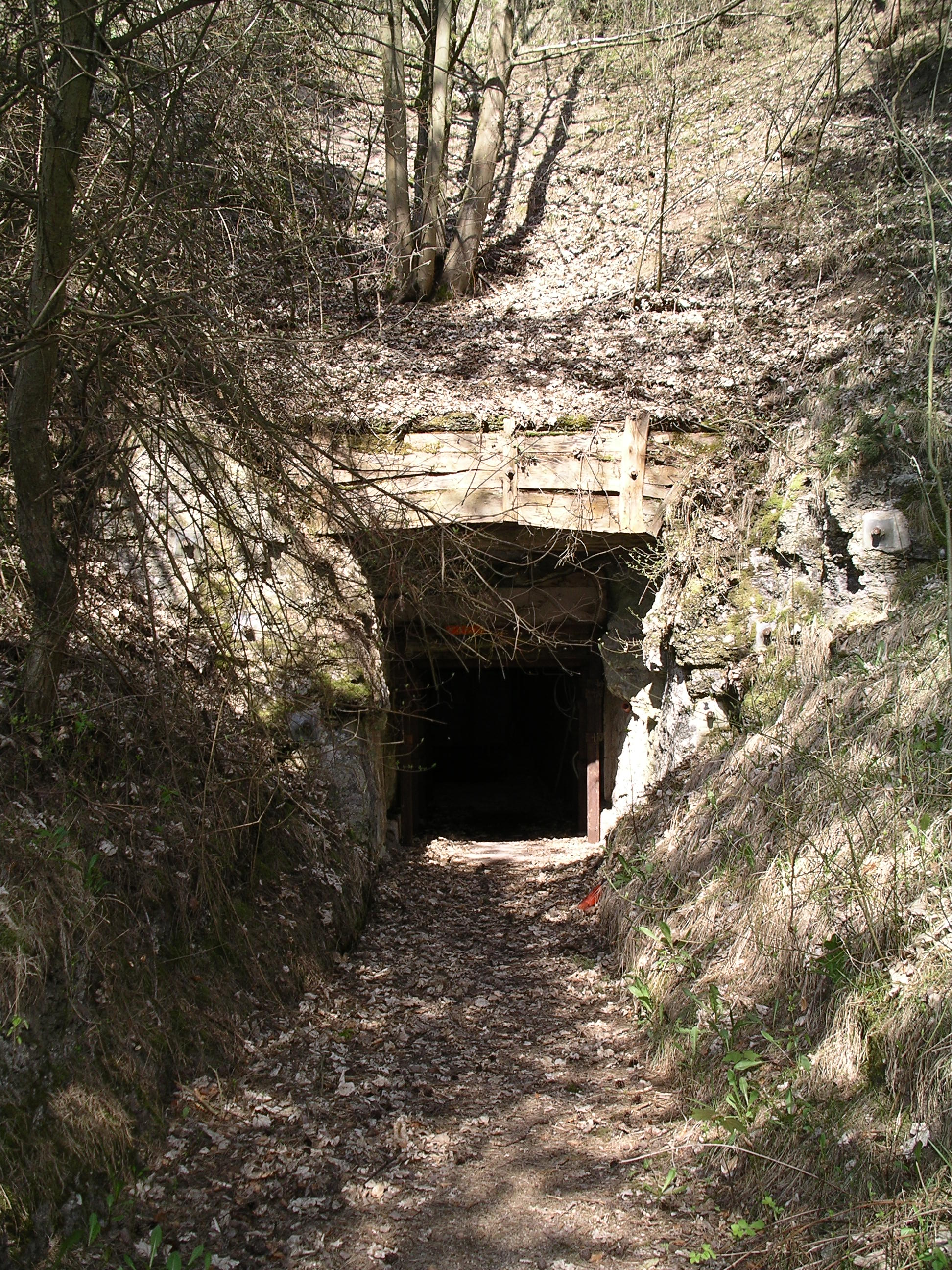
Stolleneingang Kalkbergwerk (Gipsminen Walferdingen)

## Bekannte Personen
- Heinrich von Oranien-Nassau (* 13. Juni 1820 in Soestdijk; † 13. Januar 1879 in Walferdingen)
- Gaston Vogel (1937–2024), Anwalt und Autor